# 潯峰崗駅
潯峰崗駅（しんほうこうえき、中文表記: 浔峰岗站、英文表記: Xunfenggang Station）は、中華人民共和国広東省広州市白雲区にある広州地下鉄6号線及び12号線の駅。

## 沿革
- 2013年12月28日 - 6号線の駅として開業[1]。
- 2025年6月29日 - 12号線の開業により乗換駅となる[2]。

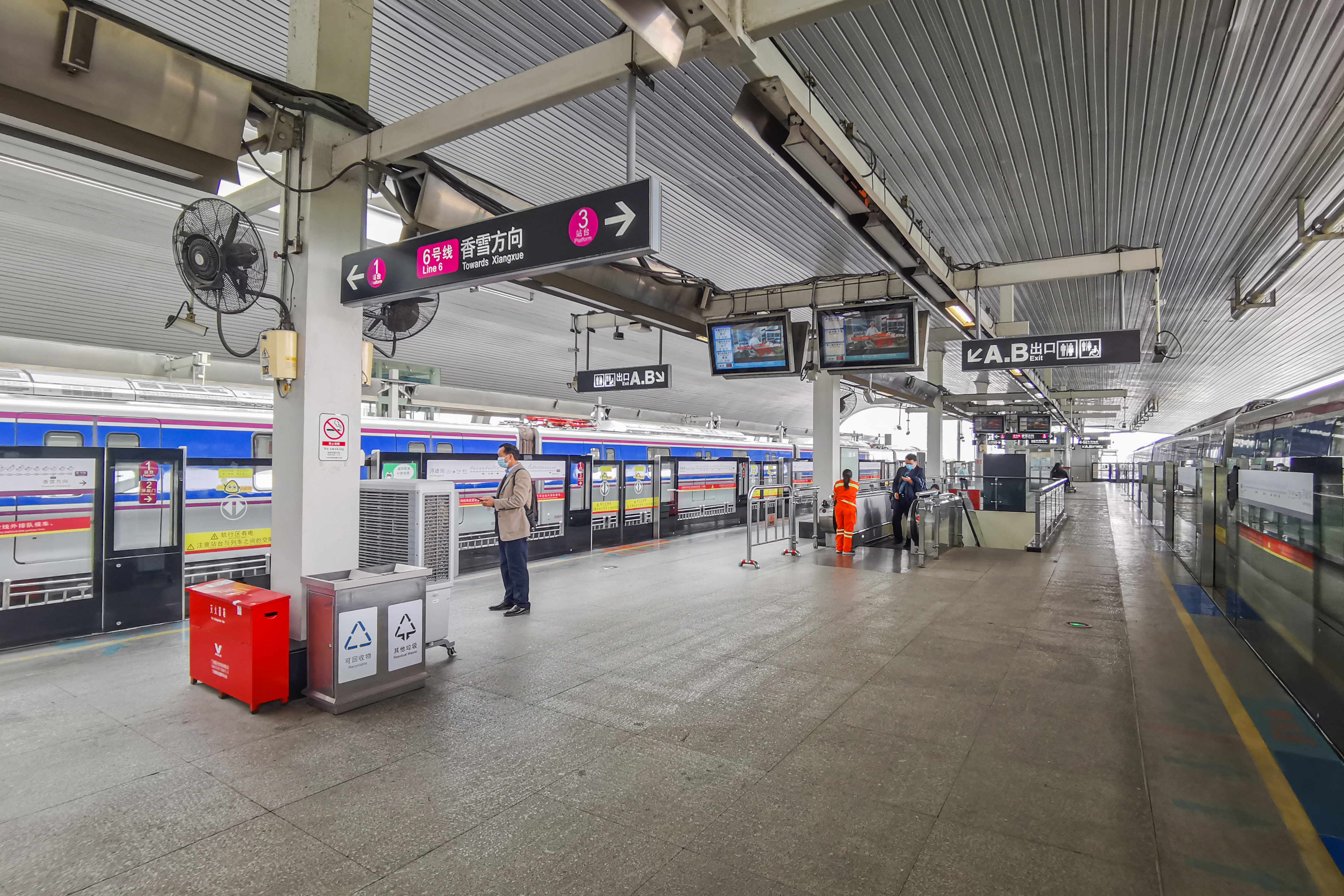
6号線ホーム(2020年12月)

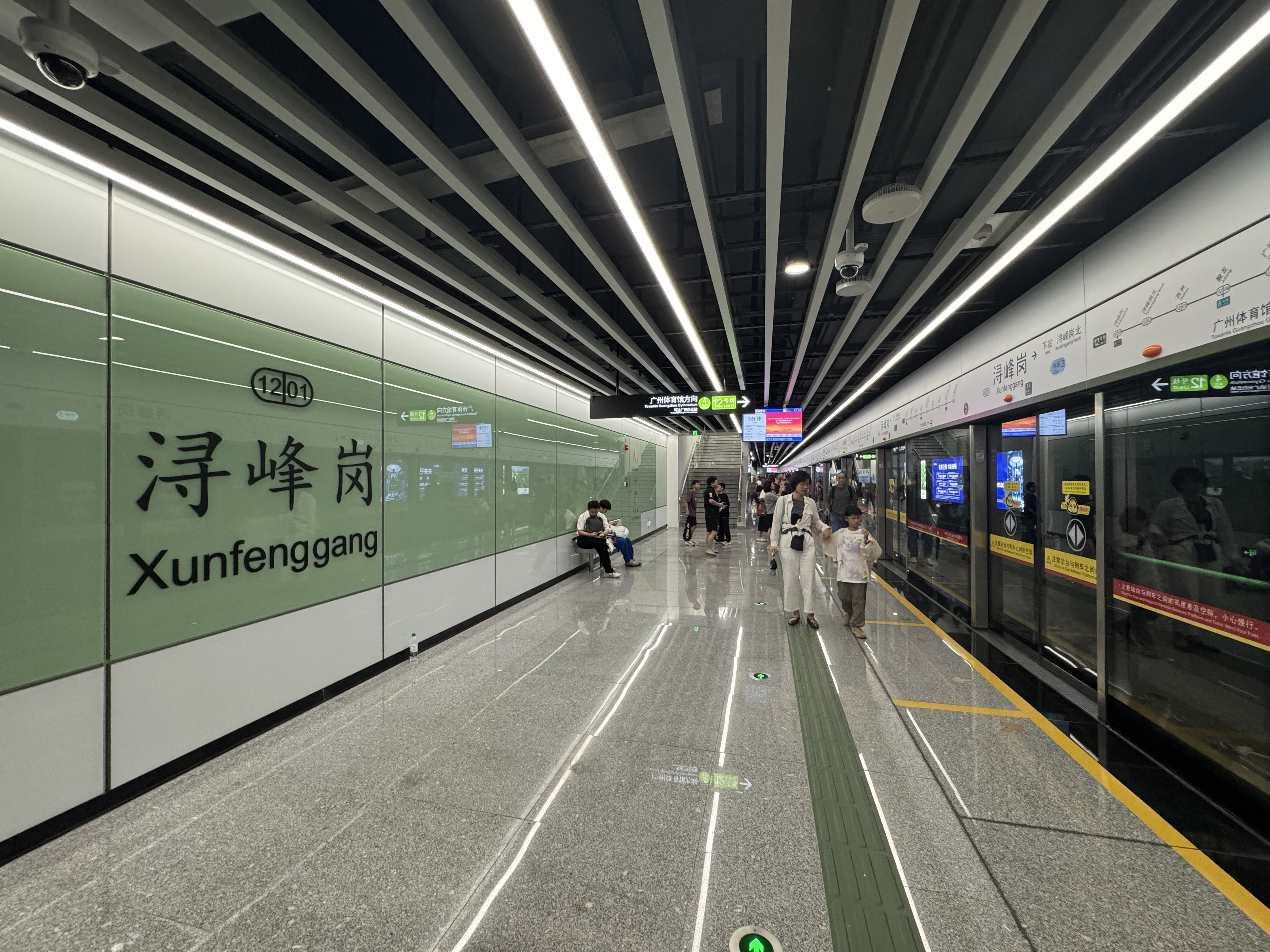
12号線ホーム(2025年6月)

## 隣の駅
■6号線
潯峰崗駅601 - 横沙駅602
■12号線
潯峰崗駅1201 - 潯峰崗北駅1202